# Kurt Spitzmüller
Kurt Spitzmüller (* 13. Mai 1921 in Freiburg im Breisgau; † 15. Dezember 2014 in Nordrach) war ein deutscher Politiker (FDP/DVP).

## Leben und Beruf
Spitzmüller wurde als Sohn eines Hotelkaufmanns geboren. Nach dem Besuch der Kloster- und Oberrealschule absolvierte er eine Lehre zum Hotelkaufmann, absolvierte die Hotelfachschule in Heidelberg und übernahm danach 1941 die Betriebsleitung der elterlichen Lungenheilanstalt Kurhaus Nordrach. Er nahm von 1941 bis 1943 als Soldat am Zweiten Weltkrieg teil und war anschließend als Arbeiter in der Rüstungsindustrie dienstverpflichtet. Kurz vor dem Kriegsende wurde er noch im Volkssturm eingesetzt, ehe er in Gefangenschaft geriet.
Nach seiner Rückkehr aus der Kriegsgefangenschaft gründete Spitzmüller 1946 den Allgemeinen Sportverein Nordrach und leitete dort als aktiver Sportler die Abteilung für Leichtathletik. Er war seit 1948 Vorstandsmitglied des südbadischen Leichtathletikverbandes, wurde 1955 dessen Vorsitzender und zugleich Vorstandsmitglied des badischen Sportbundes. Von 1972 bis 1996 fungierte er als Vizepräsident der Deutschen Gesellschaft für Freizeit und von 1987 bis 1997 als Vizepräsident des Bundesverbandes Deutscher Privatkrankenanstalten.
Kurt Spitzmüller war verheiratet mit Gabriele Spitzmüller, der Gründerin des Nordracher Puppenmuseums.

## Partei
Spitzmüller beantragte am 10. Mai 1939 die Aufnahme in die NSDAP und wurde zum 1. September desselben Jahres aufgenommen (Mitgliedsnummer 7.082.452). Er schloss sich 1948 der FDP/DVP an, war seit 1952 Mitglied des Landesvorstands der FDP/DVP in Baden-Württemberg und stand dort von 1952 bis 1954 den Jungdemokraten vor. Von 1970 bis 1974 war er Mitglied im Bundesvorstand der Freidemokraten.

## Abgeordneter
Spitzmüller war von 1953 bis 1972 Ratsmitglied der Gemeinde Nordrach. Daneben war er Kreistagsmitglied des Kreises Wolfach und seit 1973 Kreistagsmitglied des Ortenaukreises. Dem Bundestag gehörte er von 1957 bis 1969 sowie vom 12. Januar 1971, als er für den ausgeschiedenen Abgeordneten Wolfgang Rutschke nachrückte, bis 1980 an. Er war stets über die Landesliste Baden-Württemberg ins Parlament eingezogen. Von 1971 bis 1976 war er stellvertretender Vorsitzender, von 1976 bis 1980 Parlamentarischer Geschäftsführer und von 1980 bis 1982 Fraktionsgeschäftsführer der FDP-Bundestagsfraktion.

## Ehrungen
- Bundesverdienstkreuz I. Klasse, 1972
- Großes Bundesverdienstkreuz, 1976
- Großes Bundesverdienstkreuz mit Stern, 1980
- Ehrenzeichen der Deutschen Ärzteschaft
- Ehrenmedaille der Deutschen Apotheker